# A Triumph For Man
A Triumph for Man er den danske rockgruppe Mews debutalbum fra 1997.
I sin tid blev albummet udgivet i meget få eksemplarer, omkring 2000 stk., og albummet har derfor praktisk talt været umuligt at opdrive i originalt omslag. Et eksemplar af det originale album kan sagtens koste over 200 dollars. For at give folk en chance for at få fat i et rigtigt eksemplar valgte gruppen i sensommeren 2006 at genudgive albummet, inklusiv en ekstra cd med hidtil ikke udgivne optagelser fra den tid, hvor albummet første gang blev lavet.

## Indhold
1. Wheels Over Me
2. Beautiful Balloon
3. Wherever
4. Panda
5. Then I Run
6. Life Is Not Distant
7. No Shadow Kick
8. Snowflake
9. She Came Home for Christmas
10. Pink Monster
11. I Should Have Been A Tsin-Tsi (For You)
12. How Things Turn Out To Be
13. Web
14. Coffee Break

## Indhold af Bonus CD (udgivet 2006)
1. Studio Snippet # 1
2. Say You’re Sorry (ATFM session)
3. Beautiful Balloon (acoustic)
4. Web (demo)
5. Chinese Gun (demo)
6. Studio Snippet # 2
7. I Should Have Been a Tsin-Tsi (for you) (demo)
8. Wheels Over Me (demo)
9. Superfriends (demo)